# Fernand Bar
Fernand Paul Martial Bar est un homme politique français né le 28 avril 1853 à Béthune (Pas-de-Calais) et décédé le 24 avril 1926 à Béthune.
Propriétaire d'une tannerie, il est conseiller municipal de Béthune en 1892 et conseiller général du canton de Béthune de 1898 à 1910. Il est député du Pas-de-Calais de 1906 à 1914, inscrit au groupe de la Gauche démocratique, puis de la Gauche radicale.
Il est promu officier de la Légion d'honneur en 1920.
Une rue de Béthune a été nommée en son honneur.

## Sources
- « Fernand Bar », dans le Dictionnaire des parlementaires français (1889-1940), sous la direction de Jean Jolly, PUF, 1960 [détail de l’édition]
- Biographie sur Wikipasdecalais